# Diameter

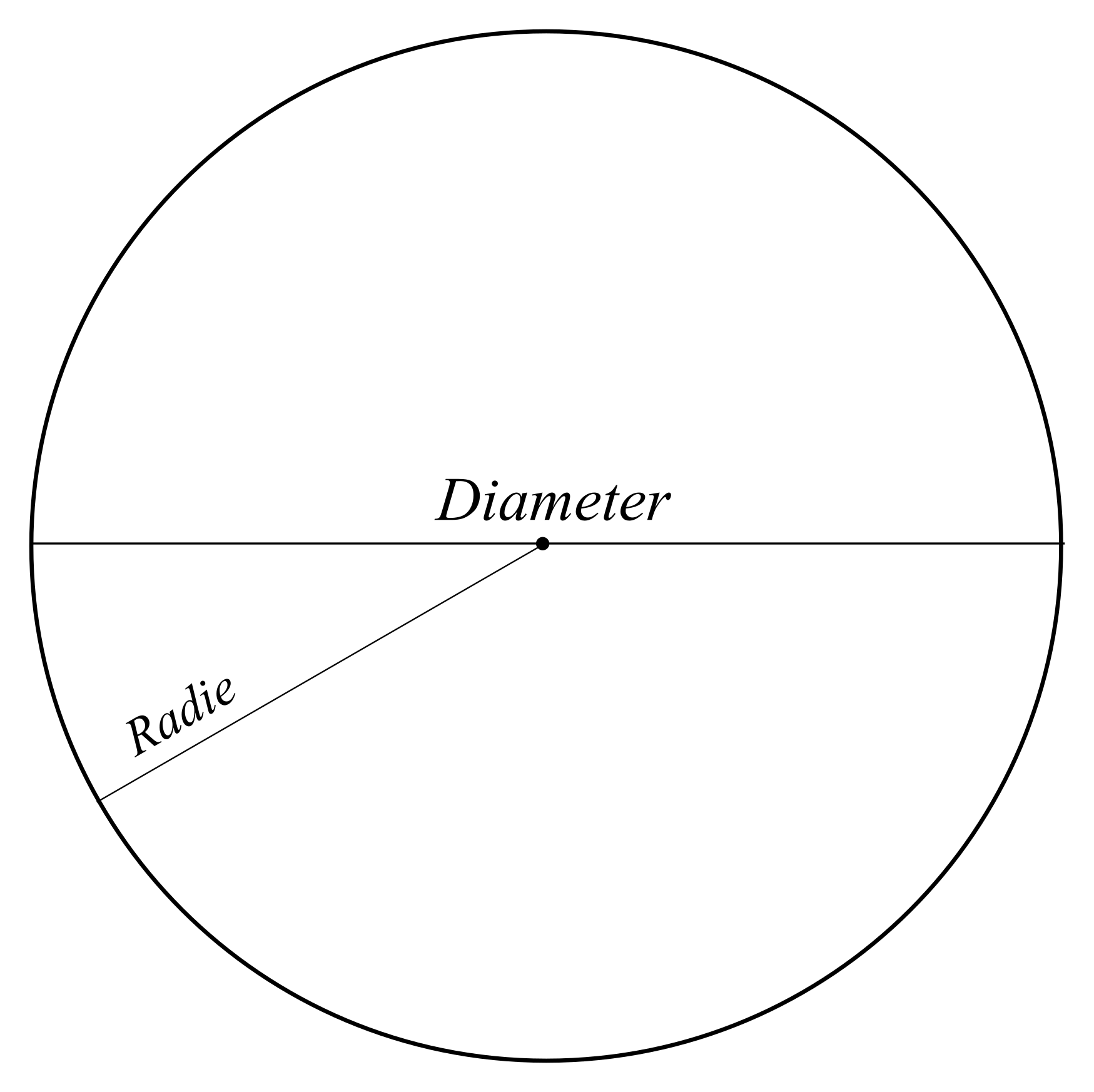
Cirkel med markerad diameter och radie. Visar radie och diameter.

En diameter är en rät linje genom en cirkels mittpunkt och vars ändpunkter ligger på cirkeln. Symbolen för diameter är en cirkel med ett diagonalstreck (⌀), men ibland används även den grekiska bokstaven Fi (φ). För att skriva diametertecken ”⌀” under Windows, fungerar alt+155.
I modernt språkbruk syftar oftast diameter på diameterns längd (ett mätetal) snarare än på diametern själv. Detta är möjligt då alla diametrar för en given cirkel eller sfär har samma längd, den dubbla längden av radien r:
{\displaystyle d=2r\quad \Rightarrow \quad r={\frac {d}{2}}}
Diameter används oftast för att mäta cirkelns omkrets.

## Rör- och slangmått
Märk väl att rör‐ och slangmått kan anges med både ytterdiameter och innerdiameter eller ämnestjocklek. Angående ytterdiameter, enligt det engelska (medicinska) ”måttsystemet” med den inverterade längdenheten G (Gage, Gauge, Needle gauge), samt enligt det franska (medicinska) ”måttsystemet” med längdenheten Ch (Charrière) som i engelsk litteratur betecknas French gauge.